# 高明亮
高明亮，京劇鼓師，以與蓋叫天、周信芳、俞振飛、陳大濩、丁至雲、李萬春、奚啸伯、李洪春、言慧珠、徐碧雲、王玉蓉、梅葆玥、張少樓、童芷苓、黃正勤、汪正華、童祥苓、張南雲、言興朋等藝員的合作見知於世。
師從汪子良先生，是庚金群的師兄，曾在李萬春辦的科班鳴春社和富連成等北京科班兼戲班工作，後長期在上海工作，最終自上海京劇院離休，1990年代初棄世。
蓋叫天的彩色京劇電影《武松》（1963年，生行琴師郝德泉旦行琴師黎秋覺，應雲衛和俞仲英執導，崔嵬協助）和革命現代京劇《海港》（琴師馬錦良和查長生，1970年以后改學生李朝貴打鼓）是他的代表作。